# Варги
Варги або Ворги[джерело?] (давньоскан. Vargr, або англізований варіант — англ. Warg або англ. Varg) — величезні вовки в германо-скандинавській міфології. Так називають Фенріра і двох його синів: Сколль та Хаті. Стародавні дегуманізуючі терміни, що одночасно означали «вовк» і «душитель», були практично синонімами і позначали людину поза законом (vargr, wearg, warc, wargus).
В сучасній шведській мові є слово «Varg» яке означає «вовк», а в давньоанглійській «warg» значило «великий ведмідь». В старогерманській мові «wargaz» означало «душитель» (сучасна форма — würgen), «лиходій, злочинець, вигнанець». Слово vargr зустрічається в Lex Salica, позначаючи вигнанця. Такий не смів жити серед людей, не знаходив поміж них ні хліба, ні даху над головою, міг бути безкарно позбавлений життя — ліс ставав його єдиним прихистком. У скандинавів синонімами до слова «vargr» були skoggangr, urdarmadr (мешканець лісів). Таких осіб поза законом розглядали як мертвих, у фізичному і юридичному сенсі, їхні чоловіки та жінки вважалися вдівцями та вдовами, а їхні діти сиротами, їхня власність і нажите добро конфіскувалось на користь клану чи знищувалось. Обов'язком кожного чоловіка було упіймати вигнанця і вбити його.

## Варґи у легендаріумі Толкіна
У легендаріумі Джона Толкіна, варґи (а також wearg і wearh) представлені як величезні вовкоподібні істоти, що живуть в безлюдних землях долини річки Андуїн і в глушині (англ. Wilderness). На відміну від відомих у Толкіна вовків-перевертнів, варґи є звичайними істотами з плоті і крові, а не духами у вигляді вовків.
Вперше варги згадуються в «Гобіті» при описі подій, що мали місце після того, як гноми на чолі з Ґандальфом і Більбо Торбином вибралися з печер Імлистих гір, рятуючись від ґоблінів.
З тексту «Гобіта» очевидно, що варґи, як і звичайні вовки, — тварини соціальні, але при цьому володіють певними зачатками розуму. Наприклад, у варґів існує примітивна «мова»:
| | ...Посередині кола сів величезний сірий вовк. Він заговорив до своїх товаришів жахливою мовою варгів. Ґандальф цю мову розумів. Більбо вовчої мови не розумів, та вона йому здавалася страхітливою, от ніби говорилося все про жорстокі та підступні діла (а так воно насправді й було). Час від часу варґи, що сиділи колом, усі разом відповідали своєму сірому ватажкові, й щоразу гобіт так жахався їхнього моторошного виття, що трохи не падав зі своєї сосни. |
| — Дж.Р.Р.Толкін. Гобіт, або Мандрівка за Імлисті гори. К.: Веселка, 1985. 304 с. Розділ 6. З вогню та в полум'я | |

Наскільки відомо, варґи Середзем'я завжди виступали на стороні сил Темряви, як правило, в союзі з ґоблінами (орками), часто домовляючись з ними про спільні набіги, коли оркам потрібно було поповнити запаси провізії і рабів, а варґи були голодні. Також вони виступали як верхові і в'ючні тварини, дозволяючи оркам їхати на своїх спинах. Про таких вовчих вершників згадується в описі Битві П'яти Армій в книзі «Гобіт»; також у другій книзі роману «Володар перснів» згадується про те, що орки-розвідники — наїзники на вовках служили Саруману.

### У адаптаціях
- У кінотрилогії Пітера Джексона «Володар Перснів» і «Гобіт», варґи показані більш примітивними істотами, ніж у творах Толкіна — це по своїй суті всього лише дикі люті хижаки. Орки (ґобліни) приручили їх і використовують в бою одночасно для нападу і для верхової їзди, а також як слідопитів при довгій гонитві.
- У «Двох фортецях» цілий загін орків-наїзників на варґах був посланий з Ізенґард на перетин потоку біженців із Едорасу. В результаті цього набігу ледь не були вбиті Ґімлі і Араґорн. У «Поверненні короля» ватажок орків прибуває на Пеленорські поля верхом на Матері варґів до початку битви.
- У «Гобіті» варґи мають помітні відмінності в будові тіла від показаних у «Володарі Перснів». У «Володарі Перснів» варґи більше нагадують величезних гієн, ніж вовків, а в «Гобіті» вони більш вовкоподібні (можливо, маються на увазі два різних види). Серед численних варґів особливо виділяється альбінос, який прислуговує самому Азоґу і користується такою ж поганою репутацією, як і його злісний господар.

## Варги в сучасній культурі
- Образ варга і вовчих вершників запозичили виробники комп'ютерних ігор (наприклад, «Готика», «Warcraft» і Castlevania: Lords of Shadow).
- Норвезький музикант Крістіан Вікернес в березні 1993 року офіційно змінив ім'я на Варг. Одна з метал-груп, в якій він брав участь, носила назву «Урук-хай».
- У серії книг Джорджа Мартіна під загальною назвою «Пісня льоду й полум'я» Варги — це люди, здатні вселятися в тіла інших живих істот, заволодівати їх розумом, керувати ними на відстані і бачити їх очима. Вовкулацтво — один із проявів надприродного в світі Мартіна. Шестеро дітей Неда Старка є варгами.